# Fixsenia pruni
Fixsenia pruni är en fjärilsart som beskrevs av Carl von Linné 1761. Fixsenia pruni ingår i släktet Fixsenia och familjen juvelvingar. Inga underarter finns listade i Catalogue of Life.